# Тіло фон Вертерн
Барон Тіло фон Вертерн (нім. Thilo Freiherr von Werthern; 24 липня 1912, Кобург — 10 січня 2004, Гамбург) — німецький офіцер, оберстлейтенант вермахту і бундесверу. Кавалер Лицарського хреста Залізного хреста.

## Біографія
Представник знатного прусського роду. 1 квітня 1936 року вступив в 1-шу роту 69-го піхотного полку. В квітні 1938 року переведений в 3-й стрілецький полк, з яким брав участь у Польській кампанії. Учасник Французької кампанії і Німецько-радянської війни, командир 3-ї роти 394-го стрілецького полку. З 1 жовтня 1941 року — інструктор з тактики кавалерійсько-танкового училища у Вюнсдорфі. З 1 лютого 1942 року — командир роти, з 1 жовтня 1943 року — батальйону танково-гренадерської дивізії «Велика Німеччина», з 1 червня 1944 року — танково-гренадерської бригади «фон Вертерн». Після кількох поранень, від яких до кінця війни він так і не одужав, 18 листопада 1944 року був призначений командиром 2-го училища фанен-юнкерів танкових військ в Гросс-Глініке. 15 травня 1945 року училище було захоплене британськими військами і Вертерн потрапив у полон, звідки 2 червня зміг втекти. 1 серпня 1957 року вступив в бундесвер. 31 березня 1972 року вийшов у відставку. Був похований з військовими почестями.

## Звання
- Фанен-юнкер (1 квітня 1936)
- Лейтенант (1 січня 1938)
- Оберлейтенант (1 квітня 1940)
- Гауптман (1 квітня 1942)
- Майор (1943)
- Оберстлейтенант (1944)

## Нагороди
- Залізний хрест
  - 2-го класу (13 вересня 1939)
  - 1-го класу (13 жовтня 1939)
- Нагрудний знак «За танкову атаку» в сріблі
- Лицарський хрест Залізного хреста (8 вересня 1941) — за заслуги у боях за Київ.
- Сертифікат Пошани Головнокомандувача Сухопутних військ Вермахту (10 вересня 1941)
- Орден Хреста Свободи 4-го класу з дубовим листям і мечами (Фінляндія)
- Медаль «За зимову кампанію на Сході 1941/42»
- Нагрудний знак «За поранення» в золоті